# Dimorphanthera kalkmanii
Dimorphanthera kalkmanii är en ljungväxtart som beskrevs av Herman Otto Sleumer. Dimorphanthera kalkmanii ingår i släktet Dimorphanthera och familjen ljungväxter. Inga underarter finns listade i Catalogue of Life.